# Texas Bowl 2019
Match précédent Match suivant
Le Texas Bowl 2019 est un match de football américain de niveau universitaire joué après la saison régulière de 2019, le 7 décembre 2019 au NRG Stadium de Houston dans l'État du Texas aux États-Unis. 
Il s'agit de la 14e édition du Texas Bowl.
Le match met en présence l'équipe des Cowboys d'Oklahoma State issue de la Big 12 Conference et l'équipe des Aggies du Texas issue de la Southeastern Conference.
Il débute à 17 h 45 locales et est retransmis à la télévision par ESPN.
Sponsorisé par la société Academy Sports + Outdoors (en), le match est officiellement dénommé le Academy Sports + Outdoors Texas Bowl 2019.
TA&M gagne le match sur le score de 24 à 21. 

## Présentation du match
Il s'agit de la 28e première rencontre entre ces deux équipes, Texas A&M menant les statistiques avec 17 victoires contre 10 pour Oklahoma State.
| Équipes                                                                                               | Conférences | Entraîneurs       | Stats. saison rég. | Classements avant le bowl | Classements avant le bowl | Classements avant le bowl |
| --- | ----------- | ----------------- | ------------------ | ------------------------- | ------------------------- | ------------------------- |
| Équipes                                                                                               | Conférences | Entraîneurs       | Stats. saison rég. | CFP                       | AP                        | Coaches                   |
| Cowboys d'Oklahoma State                                                                              | B12         | Mike Gundy (en)   | 8 - 4              | #25                       | #25                       | NC                        |
| Aggies du Texas                                                                                       | SEC         | Jimbo Fisher (en) | 7 - 5              | NC                        | NC                        | NC                        |
| - Arbitre : Mark Kluczynski (Big Ten). - Équipe donnée favorite par les bookmakers : Texas A&M by 6½. |             |                   |                    |                           |                           |                           |

### Cowboys d'Oklahoma State
Avec un bilan global en saison régulière de 8 victoires et 4 défaites (5-4 en matchs de conférence), Oklahoma State est éligible et accepte l'invitation pour participer au Texas Bowl de 2019.
Ils terminent 3e de la Big 12 Conference à égalité avec quatre équipes et derrière #4 Oklahoma et #7 Baylor. À l'issue de la saison 2019 (bowl non compris), ils seront classés #25 aux classements CFP et AP et non classés dans celui des Coaches.

C'est leur 2e participation au Texas Bowl :
| Saisons | Dates            | Vainqueurs                     | Scores  | Finalistes                          | Bilan     |
| ------- | ---------------- | ------------------------------ | ------- | ----------------------------------- | --------- |
| 2002    | 27 décembre 2002 | Cowboys d'Oklahoma State (8-4) | 33 - 23 | Golden Eagles de Southern Miss (75) | V : 1 - 0 |

| Postes      | Joueurs              | Statistiques                                                       |
| ----------- | -------------------- | ------------------------------------------------------------------ |
| Quarterback | Spencer Sanders (en) | 155/247 passes réussies pour 2 065 yards, 16 TDs, 11 interceptions |
| Coureur     | Chuba Hubbard (en)   | 309 courses pour 1 936 yards nets gagnés et 21 TDs                 |
| Receveur    | Tylan Wallace (en)   | 53 réceptions pour 903 yards et 8 TDs                              |

### Aggies du Texas
Avec un bilan global en saison régulière de 7 victoires et 5 défaites (4-4 en matchs de conférence), Texas A&M est éligible et accepte l'invitation pour participer au Texas Bowl de 2019.
Ils terminent 4e de la West Division de la Southeastern Conference derrière #1 LSU, #13 Alabama et #12 Auburn. À l'issue de la saison 2019, ils n'apparaissent pas dans les classements CFP, AP et Coaches.
C'est leur 4e participation au Texas Bowl.
| Saisons | Dates            | Vainqueurs                     | Scores  | Finalistes                     | Bilan     |
| ------- | ---------------- | ------------------------------ | ------- | ------------------------------ | --------- |
| 2016    | 28 décembre 2016 | Wildcats de Kansas State (8–4) | 33 - 28 | Aggies du Texas (8–4)          | D : 0 - 1 |
| 2011    | 31 décembre 2011 | Aggies du Texas A&M (7-6)      | 33 - 22 | Wildcats de Northwestern (6-7) | V : 1 - 1 |
| 2001    | 28 décembre 2001 | Aggies du Texas A&M (8-4)      | 28 - 09 | Horned Frogs de TCU (6-6)      | V : 2 - 1 |

| Postes      | Joueurs          | Statistiques                                                      |
| ----------- | ---------------- | ----------------------------------------------------------------- |
| Quarterback | Kellen Mond (en) | 245/400 passes réussies pour 2 802 yards, 19 TDs, 9 interceptions |
| Coureur     | Isaiah Spiller   | 155 courses pour 869 yards nets gagnés et 9 TDs                   |
| Receveur    | Jhamon Ausbon    | 65 réceptions pour 862 yards et 4 TDs                             |

## Résumé du match
Début du match à  17 h 50, fin à  21 h 02 pour une durée totale de jeu de 03 h 12 min, joué en indoors.
| QT            | Temps         | Drive         | Drive         | Drive         | Équipe        | Description de l'action | Score | Score |
| ------------- | ------------- | ------------- | ------------- | ------------- | ------------- | --- | ----- | ----- |
| QT            | Temps         | Jeux          | Yards         | TDP           | Équipe        | Description de l'action | OKST  | TA&M  |
| 1             | 07:47         | 5             | 97            | 01:57         | OKST          | TD de 42 yards à la suite d'une passe de QB Brown Dru vers WR Johnson Braydon + 1 point de conversion par K Ammendola Matt | 7     | 0     |
| 1             | 01:33         | 4             | 82            | 01:48         | OKST          | TD à la suite d'une course de 9 yards par QB Brown Dru + 1 point de conversion par K Ammendola Matt                        | 14    | 0     |
| 2             | 05:39         | 6             | 22            | 02:24         | TA&M          | TD à la suite d 'une course de 1 yard par RB Isaiah Spiller + 1 point de conversion par K Seth Small                       | 14    | 7     |
|               |               |               |               |               |               | |       |       |
| 3             | 10:32         | 7             | 60            | 03:32         | TA&M          | TD de 10 yards à la suite d'une passe de QB Kellen Mond vers WR Jhamon Ausbon + 1 point de conversion par K Seth Small     | 14    | 14    |
| 4             | 10:45         | 3             | 88            | 01:28         | TA&M          | TD à la suite d 'une course de 67 yards par QB Kellen Mond + 1 point de conversion par K Seth Small                        | 14    | 21    |
| 4             | 02:52         | 9             | 59            | 05:08         | TA&M          | FG de 24 yards par K Seth Small                                                                                            | 14    | 24    |
| 4             | 01:04         | 8             | 59            | 01:48         | OKST          | TD de 5 yards à la suite d'une passe de QB Brown Dru vers WR Johnson Braydon + 1 point de conversion par K Ammendola, Matt | 21    | 24    |
| Score final : | Score final : | Score final : | Score final : | Score final : | Score final : | Score final : | 21    | 24    |

## Statistiques
| Nom              | Poste | Équipe    |
| ---------------- | ----- | --------- |
| Kellen Mond (en) | QB    | Texas A&M |

| Statistiques                           | Cowboys d'Oklahoma State                                | Aggies du Texas                                    |
| -------------------------------------- | ------------------------------------------------------- | -------------------------------------------------- |
| 1er down                               | 17                                                      | 19                                                 |
| 1er down à la course                   | 9                                                       | 12                                                 |
| 1er down à la passe                    | 7                                                       | 5                                                  |
| 1er down suite pénalité                | 2                                                       | 2                                                  |
| Conversion de 3e down                  | 4/12                                                    | 5/10                                               |
| Conversion de 4e down                  | 0/1                                                     | 0/0                                                |
| Jeux–yards                             | 59 jeux pour 334 yards                                  | 60 jeux pour 343 yards                             |
| Yards à la course                      | 31 courses pour 150 yards (moyenne de 4,8 yards/course) | x courses pour x yards (moyenne de 6 yards/course) |
| Yards à la passe                       | 184                                                     | 95                                                 |
| Passes : Réussies-Tentées-Interceptées | 15/28 passes complétées, 0 interception                 | 13/19 passes complétées, 0 interception            |
| Réussite en zone rouge/chances         | 2/2                                                     | 3/4                                                |
| TD                                     | 3                                                       | 3                                                  |
| Field Goals                            | 0/2                                                     | 1/1                                                |
| Sacks (Nombre-Yards)                   | 1 pour 6 yards adverses perdus                          | 4 pour 30 yards adverses perdus                    |
| Fumbles (Nombre/Perdus)                | 0/0                                                     | 2/2                                                |
| Pénalités (Nombre/Yards perdus)        | 5 pour 42 yards perdus                                  | 8 pour 56 yards perdus                             |
| Temps de possession                    | 25:47                                                   | 34:13                                              |

| Cowboys d'Oklahoma State |                    |                                                                          |
| Quarterback              | Brown Dru          | 15/28 passes complétées, 184 yards, 0 interception, 2 TDs, 4 sacks subis |
| Meilleur coureur         | Chuba Hubbard (en) | 19 courses pour 158 yards nets gagnés, 0 TD, moyenne de 8,3 yards/course |
| Meilleur receveur        | Johnson Braydon    | 5 réceptions pour 124 yards gagnés, 2 TDs                                |
| Meilleur tackler         | Ogbongbemiga Amen  | 12 tacles dont 7 en solo, 1 TFL (6 yards), 1 sack (6 yards) et 1 FR      |
| Aggies du Texas          |                    |                                                                          |
| Quarterback              | Kellen Mond (en)   | 13/19 passes complétées, 95 yards, 0 interception, 1 TD, 1 sack subi     |
| Meilleur coureur         | Kellen Mond        | 12 courses pour 117 yards nets gagnés, 1 TD, moyenne de 9,8 yards/course |
| Meilleur receveur        | Quartney Davis     | 6 réceptions pour 48 yards gagnés, 0 TD                                  |
| Meilleur tackler         | Demani Richardson  | 8 tacles dont 6 en solo, 2 TFL (12 yards)                                |